# أرارات ميرزويان
أرارات ميرزويان (مواليد 23 نوفمبر 1979) هو سياسي أرميني يشغل حالياً منصب وزير الخارجية.